# Doi pe un balansoar (film)
Doi pe un balansoar  (titlul original: în engleză Two for the Seesaw) este un film dramatic american, realizat în 1962 de regizorul Robert Wise, după piesa omonimă a scriitorului William Gibson, protagoniști fiind actorii Robert Mitchum și Shirley MacLaine. 

## Conținut
Jerry Ryan s-a mutat din Omaha, Nebraska la Manhattan. Avocatul și-a părăsit soția care i-a cerut divorțul, totodată el renunțând și la locul său de muncă. Prietenul său Oscar, îl invită la o petrecere în Greenwich Village. Acolo Jerry o întâlnește pe dansatoarea Gittel și cei doi încep o aventură de dragoste. Viața pare să reînceapă pentru Jerry, dar gândurile lui sunt îndreptate încă spre Omaha. Nu se schimbă prea mult, nici când obține un nou loc de muncă, într-o firmă de avocatură renumită. La noul loc de muncă câștigă suficient pentru a înființa un studio de dans pentru Gittel. Cu toate acestea, Gittel este convinsă că Jerry ar prefera să se întoarcă la soția sa și la acest gând, devine  depresivă. După o dispută între cei doi, Gittel ajunge în spital iar după recuperare, vrea să-și verifice relația cu Jerry, așa că îi propune să se căsătorească. Jerry decide să se întoarcă la soția sa dar nu este în măsură să-i transmită personal lui Gitte acest lucru, preferând să o sune, spunându-i că o iubește, dar cu toate acestea o va părăsi.

## Distribuție
- Robert Mitchum – Jerry Ryan
- Shirley MacLaine – Gittel Mosca
- Edmon Ryan – Frank Taubman
- Elisabeth Fraser – Sophie
- Eddie Firestone – Oscar
- Billy Gray – domnul Jacoby
- Ken Berry – Larry - profesorul de dans al Moscăi (nemenționat)
- Bill Borzage – invitatul la petrecere (nemenționat)
- Harold Fong – chelnerul chinez (nemenționat)
- Ann Morgan Guilbert – Molly, mama studentului dansator (nemenționat)
- Ralph Hart – studentul
- Victor Lundin – cântărețul beat
- Ralph Moratz – beatnicul de la petrecere

## Melodii din film
- Cântecul Second Chance, textul de Dory Langdon, muzica de André Previn, nominalizat pentru Oscar ca cea mai bună melodie originală.